# فرنسيسكو روجاس مندوزا
فرنسيسكو روجاس مندوزا (13 يناير 1991 في الإكوادور - ) هو لاعب كرة قدم إكوادوري في مركز الوسط. لعب مع سوسيداد ديبورتيفو كيتو وليغا دي كيتو وDeportivo Azogues ‏ ونادي أوكاس وإنديبندينتي ديل فال ونادي مانتا لكرة القدم.

## وصلات خارجية
- فرنسيسكو روجاس مندوزا على موقع قاعدة بيانات كرة القدم.إي يو (الإنجليزية)